# Lemony Snicket: Nieautoryzowana autobiografia
Lemony Snicket: Nieautoryzowana Autobiografia (ang. Lemony Snicket: The Unauthorized Autobiography) – książka autorstwa Daniela Handlera nawiązująca do Serii niefortunnych zdarzeń. Została pierwszy raz opublikowana 1 maja 2002 roku. Składa się z dwóch części - przedmowy Daniela Handlera, występującego jako oficjalny przedstawiciel Lemony Snicketa w sprawach prawnych, literackich i towarzyskich, i właściwej książki, złożonej z trzynastu rozdziałów. Każdy rozdział książki ma dwa tytuły - zasugerowany przez wydawcę i poprawiony przez Snicketa. 
Książka ujawnia część faktów z życia Lemony’ego Snicketa oraz z działalności WZS. Z tej książki dowiadujemy się m.in. jak okrutnymi sposobami rekrutowano nowych członków do tajnej organizacji. Oprócz tego ujawnia kilka faktów dotyczących życia Hrabiego Olafa, początki kariery Esmeraldy Szpetnej oraz Geraldine Juliene. W książce dowiadujemy się również, dlaczego Pan Poe nie odpowiedział na telegram Baudelaire’ów. Mimo to książka nie przynosi wyczerpujących odpowiedzi, a na niektóre postawione pytania w ogóle nie ma odpowiedzi. Pytaniami, które w książce padają, a nie otrzymują odpowiedzi to m.in. "Co się dzieje z trojaczkami Bagiennymi?", "Gdzie pochowani są rodzice Baudelaire’ów?" oraz "Kim jest Lemony Snicket?". 